# La Rochefoucauld
La Rochefoucauld ist eine Ortschaft und eine ehemalige französische Gemeinde mit 2.929 Einwohnern (Stand 1. Januar 2022) im Département Charente in der Region Nouvelle-Aquitaine. Sie gehörte zum Arrondissement Angoulême und zum Kanton Val de Tardoire.
Mit Wirkung vom 1. Januar 2019 wurden die ehemaligen Gemeinden La Rochefoucauld und Saint-Projet-Saint-Constant zur Commune nouvelle La Rochefoucauld-en-Angoumois zusammengelegt und haben in der neuen Gemeinde den Status einer Commune déléguée. Der Verwaltungssitz befindet sich im Ort La Rochefoucauld.

## Lage und Klima
Ort und Schloss von La Rochefoucauld liegen in einer Höhe von etwa 80 m am Fluss Tardoire in der Kulturlandschaft des Angoumois, deren Zentrum, die Stadt Angoulême, nur etwa 20 km (Fahrtstrecke) in südwestlicher Richtung entfernt liegt. Die sehenswerten Orte Cherves-Châtelars und Agris liegen nur wenige Kilometer in nordwestlicher bzw. nördlicher Richtung von La Rochefoucauld entfernt; Montbron liegt etwa zwölf Kilometer südöstlich. Das Klima ist in hohem Maße vom Atlantik geprägt und entsprechend mild bis warm; Regen (ca. 870 mm/Jahr) fällt übers Jahr verteilt.

## Bevölkerungsentwicklung
| Jahr                       | 1800  | 1851  | 1901  | 1954  | 1999  | 2016  |
| Einwohner                  | 2.536 | 2.845 | 2.782 | 3.020 | 3.228 | 2.932 |
| Quellen: Cassini und INSEE |       |       |       |       |       |       |

Trotz der Reblauskrise im Weinbau und der zunehmenden Mechanisierung der Landwirtschaft ist die Einwohnerzahl der ehemaligen Gemeinde im Wesentlichen stabil geblieben.

## Wirtschaft
Bereits im Mittelalter diente der Ort als regionales Handels- und Handwerkszentrum für die landwirtschaftlich geprägten Orte in der Umgebung; neben Getreide wurde hier schon seit römischer bzw. gallorömischer Zeit Wein angebaut, der jedoch in erster Linie der Selbstversorgung diente. Vom 16. bis ins 18. Jahrhundert wurden in der Umgebung Safrankrokusse gepflanzt. Am Fluss gab es einige Gerbereien (tanneries), die im 19. Jahrhundert allmählich verschwanden – dafür ließen sich Textilbetriebe und Papiermühlen in der Nähe des Flusses nieder. La Rochefoucauld liegt heute am äußersten östlichen Rand des Weinbaugebietes von Cognac und gehört zu den Bons Bois. Außerhalb des Ortes befindet sich ein Gewerbegebiet; im Ort selbst dominieren Kleinhandwerk (Bäcker, Metzger etc.) und Kleinhandel (Textilien, Haushaltwaren etc.).

## Geschichte
Der Felsen (roche) am westlichen Ufer der Tardoire, auf dem bereits im 10. Jahrhundert die erste Burg gebaut wurde, gab dem Ort den ursprünglichen Namen La Roche; der Vorname des ersten bekannten Familienangehörigen der Herren von La Roche, Foucauld I. (ca. 978–1047), wurde dem Ortsnamen später angefügt. Drei Ortsteile (Bourg-Budeau, Saint-Florent und das im 14. Jahrhundert entstandene Viertel um die Kollegiatkirche) wurden im Jahre 1310 unter Guy VII. von La Rochefoucauld zum heutigen Ort vereinigt.

## Sehenswürdigkeiten
- Das Schloss La Rochefoucauld

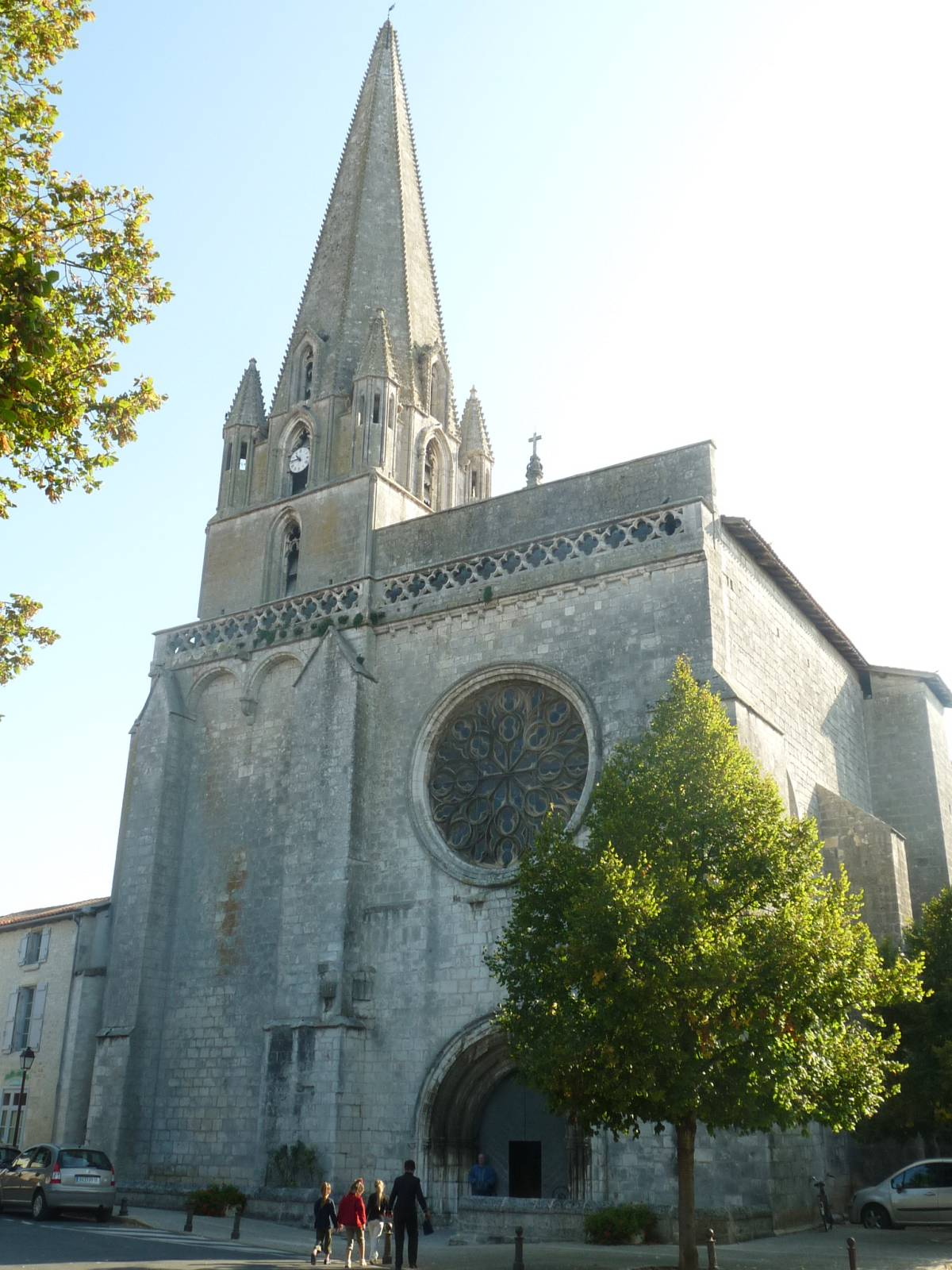
Kirche Saint-Cybard

- Die vierbogige Brücke über die Tardoire stammt aus dem 15. Jahrhundert und verbindet das Schloss und den auf dem Ostufer des Flusses gelegenen Ort. Sie wurde im Jahr 1935 in die Liste der Monuments historiques[3] aufgenommen.
- An der gotischen Kollegiatkirche Notre-Dame-de-l’Assomption-et-Saint-Cybard wurde vom 13. bis ins 19. Jahrhundert hinein gebaut. Der Turm und die spätgotische Fensterrose im Flamboyant-Stil wurden im 14. Jahrhundert fertiggestellt. Das einschiffige Innere ist von einem Rippengewölbe überspannt; das große fünfbahnige spätgotische Fenster des flachen Chorschlusses verdient ebenfalls Beachtung. In den religiösen Auseinandersetzungen zwischen Katholiken und Protestanten in der 2. Hälfte des 16. Jahrhunderts wurde der Kirchenbau teilweise zerstört, so dass er in den Jahren von 1588 bis 1620 restauriert werden musste. In der Zeit der Französischen Revolution wurden Teile der Ausstattung (Chorgestühl, Bilder, Kultgeräte) zerstört und die Kirche diente kurzzeitig (1794) dem Kult des höchsten Wesens. Erst das zwischen Napoleon und Papst Pius VII. geschlossene Konkordat von 1801 stellte die freie Religionsausübung in Frankreich wieder her. Rund um die Kirche – oft direkt an diese angebaut – gruppieren sich die Häuser der Kanoniker. Die Kirchenbau wurde bereits im Jahr 1909 als Monument historique[4] anerkannt.

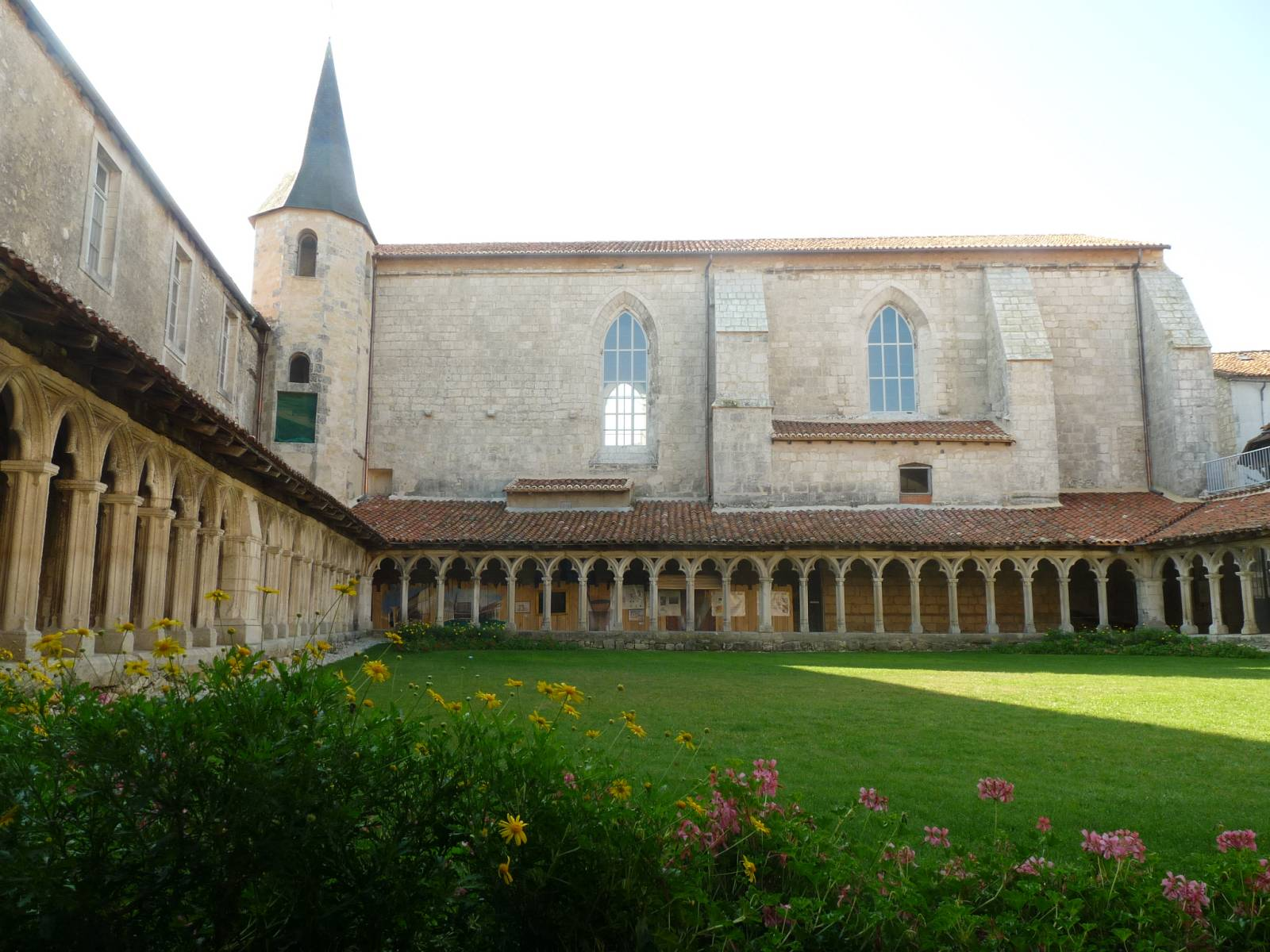
Karmelitinnen-Konvent

- Der Orden der Karmelitinnen ließ sich bereits im Jahre 1329 in La Rochefoucauld nieder. Die heutigen Konventsgebäude (Couvent des Carmes) sowie die Kirche wurden im 14. und 15. Jahrhundert – also in der Zeit der Spätgotik – erbaut; der schlanke oktogonale Treppenturm folgte wahrscheinlich Anfang des 16. Jahrhunderts. Die Gebäude litten schwer in den religiösen Wirren des 16. Jahrhunderts und wurden erst zu Beginn des 17. Jahrhunderts wiederbelebt. Die Kirche nimmt die südliche Seite des Kreuzgangs ein; in den Jahren 1883 bis 1886 wurden Ost- und Westflügel erneuert. Der auf älteren Fundamenten erbaute Nordflügel deutet darauf hin, dass vor der Gründung des Ordens an dieser Stelle ein älteres Gebäude gestanden haben muss. Die Klostergebäude wurden ebenfalls im Jahr 1909 als Monument historique[5] anerkannt; die Kirche folgte im Jahr 2001. Nun findet dort Konzerte und Theatre statt.[6]
- Im Ort selbst stehen noch mehrere historisch interessante Bauten – darunter die ehemalige Hospitalkapelle (17. Jh.), die Kornhalle (halle aux grains) aus dem 19. Jh., ein Fachwerkhaus (16. Jh.) und das Gebälk der Markthalle (17. und 20. Jh.).

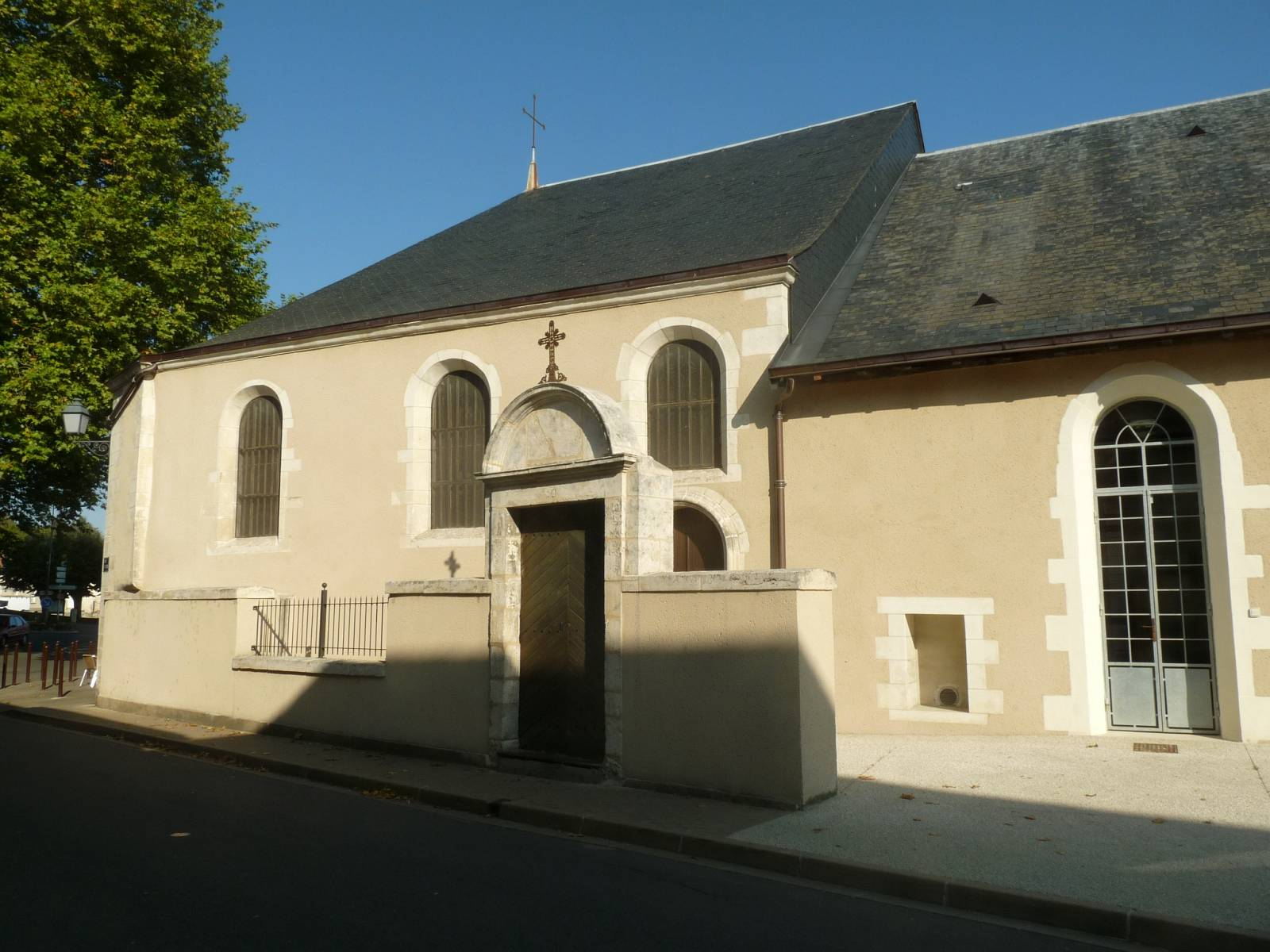
Kapelle des ehemaligen Hospitals
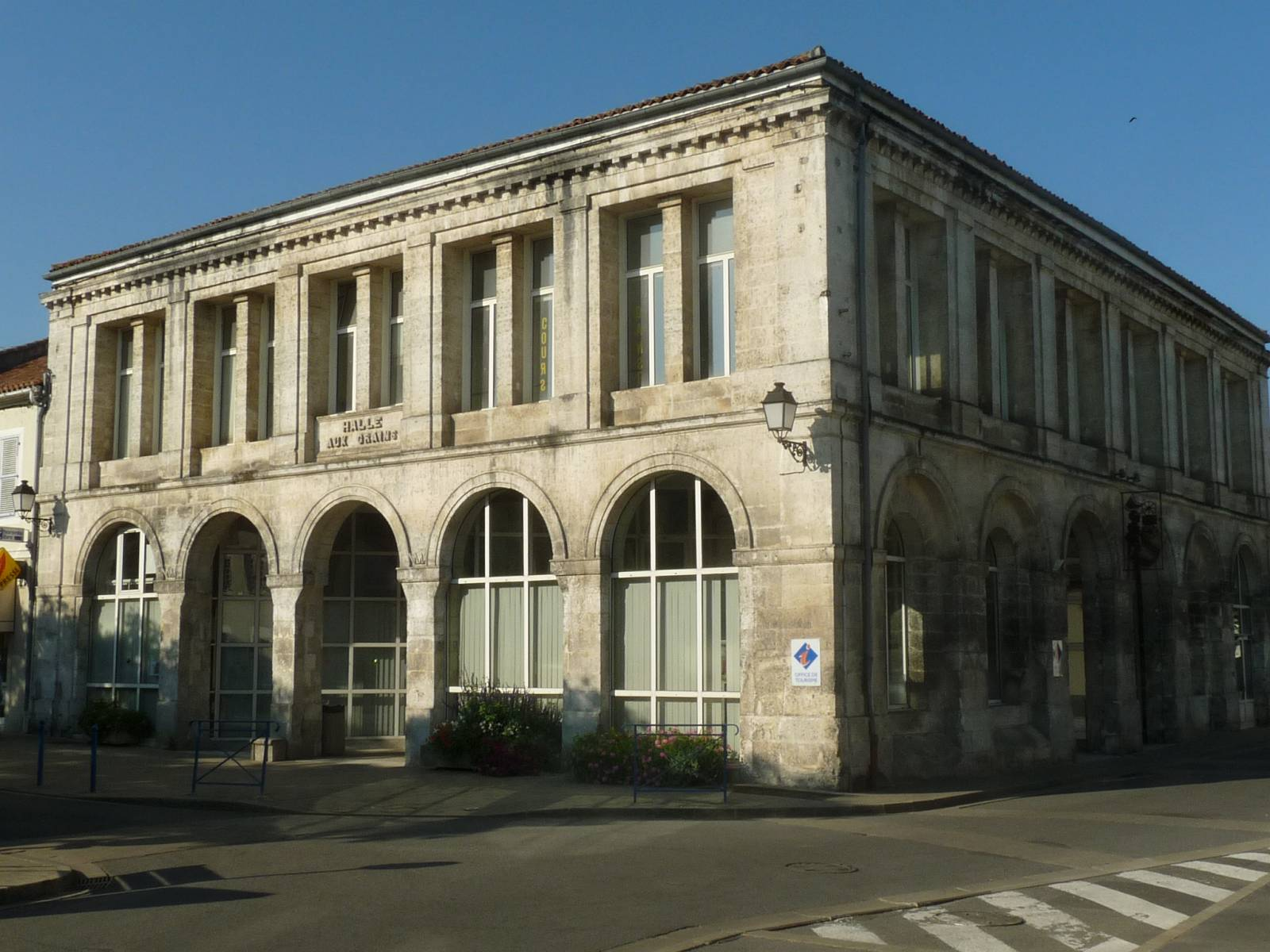
Ehemalige Kornhalle
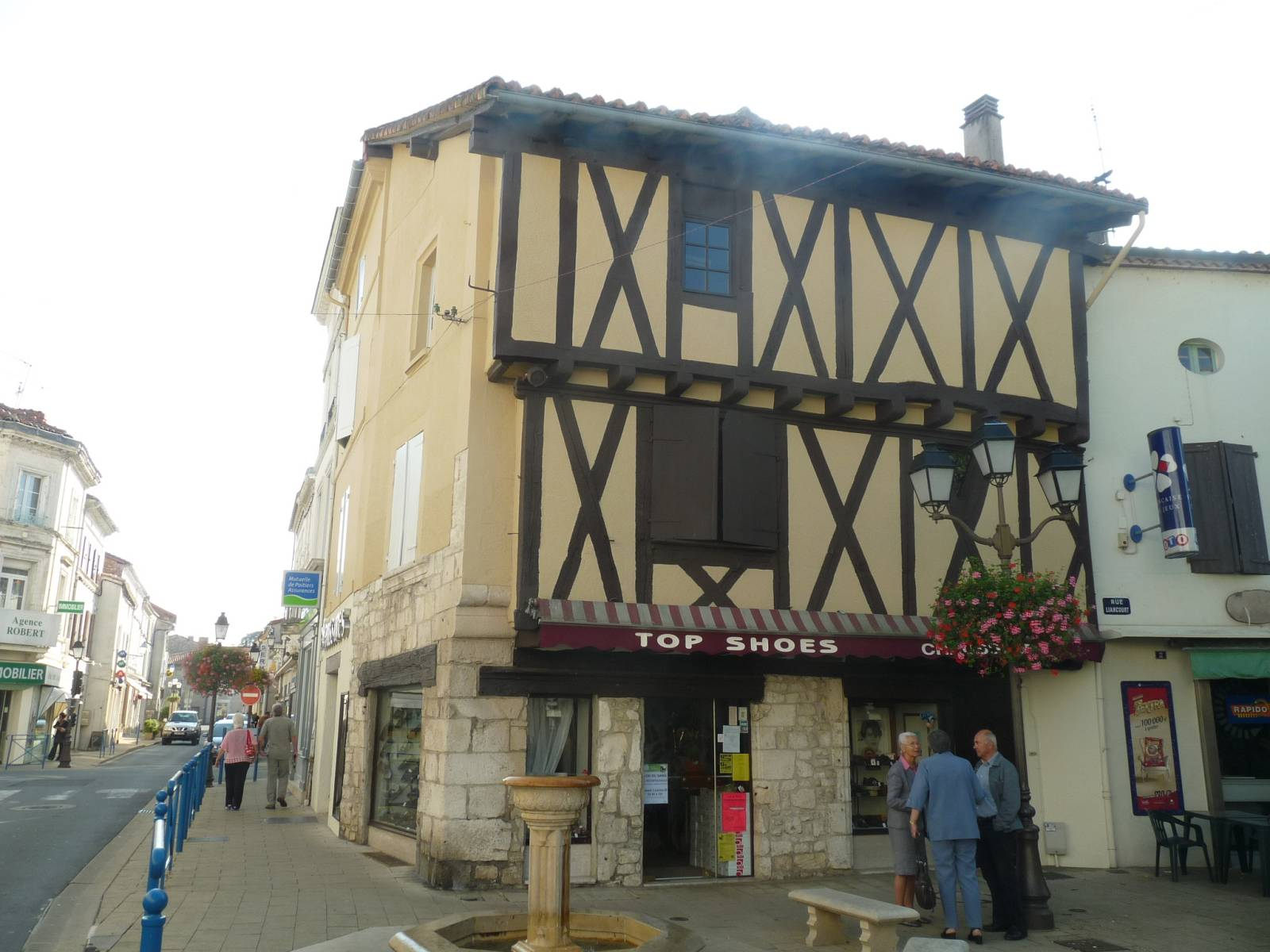
Fachwerkhaus
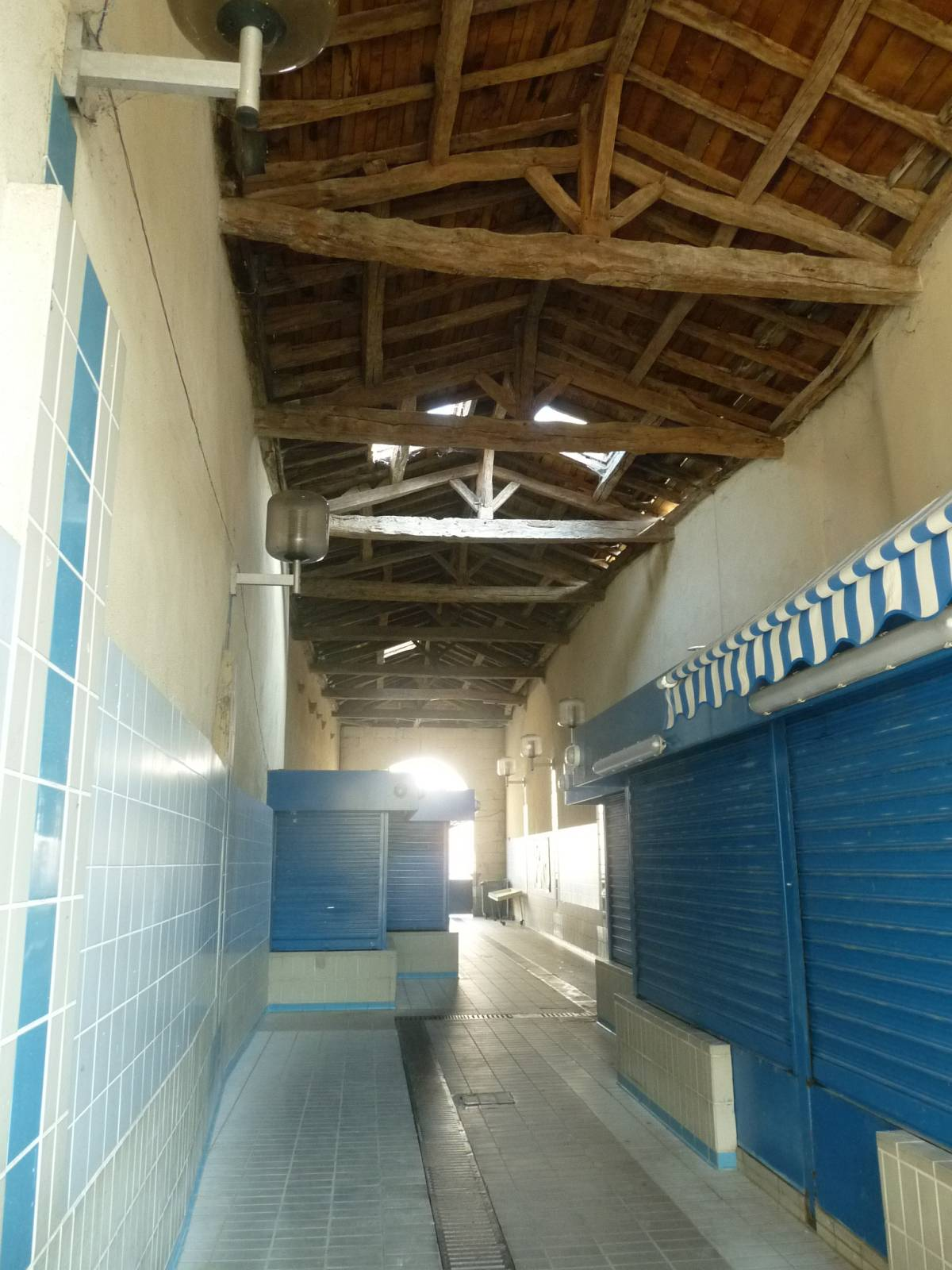
Markthalle

Umgebung

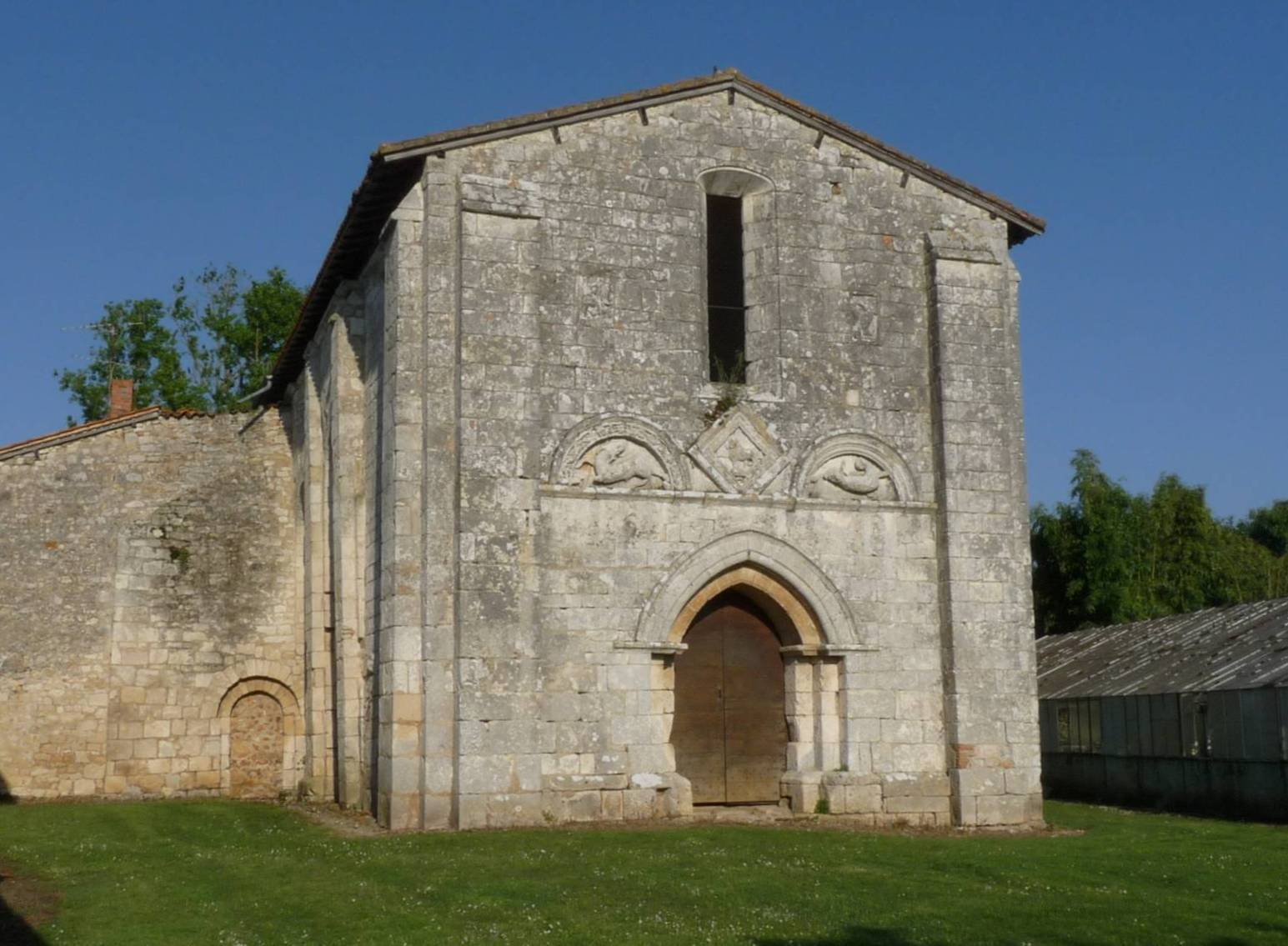
Kirche von Olérat

- Die romanische Kirche Saint-Étienne von Olérat (Église d’Olérat) steht etwa 1 km südlich des Ortszentrums von La Rochefoucauld und befindet sich in Privatbesitz. Interessant und ungewöhnlich sind die weitgehend schmucklose Westfassade der Kirche mit einem Agnus Dei in der mittleren rautenförmigen Mandorla sowie die beiden – von schön profilierten Halbrundbögen eingerahmten – extrem verdrehten seitlichen Begleitfiguren (geflügelter Stier = Evangelist Lukas und geflügelter Löwe = Evangelist Markus); die beiden anderen Evangelisten (geflügelter Mensch = Evangelist Matthäus und Adler = Evangelist Johannes) befinden sich in zwei kleineren Relieffeldern darüber. Die Fassade wurde im Jahr 1942 als Monument historique[7] anerkannt.

## Persönlichkeiten
- François de La Rochefoucauld (1613–1680), Schriftsteller und philosophischer Aphoristiker
- Jean Hérault de Gourville (1625–1703), Politiker und Schriftsteller (Memoiren), Diener des François de La Rochefoucauld
- Nicole Bricq (1947–2017), Politikerin (PS)
- Marie-Claire Restoux (* 1968), Judoka
- Sébastien Charpentier (* 1973), Motorradrennfahrer